# En duft af kvinde
En duft af kvinde (originaltitel Scent of a Woman) er en amerikansk dramafilm fra 1992, der er instrueret og produceret af Martin Brest. Filmen handler om en lidt veg kostskoledreng får til opgave i en weekend at passe en ældre, sur og blind tidligere oberstløjtnant, som i bitterhed over sin skæbne har besluttet at leve en weekend i sus og dus og derefter begå selvmord. Blandt de medvirkende er Al Pacino, Chris O'Donnell, James Rebhorn, Philip Seymour Hoffman og Gabrielle Anwar.
Det er et remake af Dino Risis italienske film fra 1974 Profumo di donna, der blev lavet på baggrund af Giovanni Arpinos roman Il buio e il miele (Mørke og honning) med et manuskript fra 1974 af Ruggero Maccari og Dino Risi.
Pacino modtog en Oscar for bedste mandlige hovedrolle for sin rolle, og filmen blev nomineret til bedste instruktør, bedste film og bedste filmatisering. Derudover vandt filmen tre store priser ved Golden Globe: bedste manuskript, bedste skuespiller -drama og bedste film - drama.
Filmen blev primært optaget i delstaten New York. Dele af filmen blev filmet location på Princeton University i Princeton, New Jersey; på Emma Willard School, en pigeskole i Troy og på Ethical Culture Fieldston School i New York City.

## Handling
Charlie Simms går på en eksklusiv kostskole i New England. Til forskel fra de fleste af sine medstuderende kommer Charlie ikke fra en rig familie. For at kunne betale for en flyvetur hjem til Oregon til jul, siger Simms ja til et midlertidigt job i Thanksgiving-weekenden, hvor han skal tage sig af en pensioneret oberstløjtnant ved navn Frank Slade. Simms opdager hurtigt, at Slade er en vrissen blind alkoholiker.
Simms og George Willis, Jr., en anden elev fra kostskolen, oplever flere studerende, der laver numre med skolens rektor Mr. Trask. Efter spøgen presser Trask Simms og Willis for at få dem til at afsløre navnene på bagmændene. Trask tilbyder bestikkelse til Charlie i form af en anbefaling i et brev, der i praksis vil give ham garanti på at komme ind på Harvard. Simms er fortsat tavs, men er i tvivl.
Kort efter Simms ankommer, vil Slade uventet have Simms med på en tur til New York City. Slade bestiller et værelse på Waldorf-Astoria. Under en middag på Oak Room, afslører Slade den egentlige årsag til turen, der involverer luksuriøs indkvartering i New York inden han vil begå selvmord. Simms er forbløffet, og ved ikke om Slade er seriøs.
De besøger, uinviteret, Slades bror i White Plains til Thanksgiving-middag. Slade er ubehagelig overraskelse for familien, og han provokerer bevidst alle, og aftenen ender bevidst i bitterhed. Her afsløres det også, at årsagen til at Slade er blind, var en fordrukken praktikants uheld med en granat.
Da de vender tilbage til New York, fortælles Simms Slade om sine problemer på skolen. Slade opfordrer Charlie om at angive sin klassekammerater og komme på Havard, og advarer ham om, at Willis nok vil blive presset så meget, at han ikke længere vil holde mund. Senere på restauranten bliver Slade opmærksom på Donna, der er en ung kvinde, der venter på sin date. Selvom Slade er blind, leder han alligevel Donna i en spektakulær tango ("Por una Cabeza") på dansegulvet. Den aften hyrer han en kvindelige eskortpige.
Dybt fortvivlet, tager siger Slade ja til Simms' forslag om at de prøvekører en Ferrari Mondial. Simms lader Slade køre bilen, og han begynder at kører for stærkt, hvilket får en politibetjent til at stoppe dem. Slade formår at tale betjente fra at give dem en bøde uden at han opdager, at Slade er blind.
Da de kommer tilbage på hotellet, sender Slade Simms afsted med en liste af ærinder. Simms forlader straks rummet, men bliver hurtigt mistænksom. Simms vender tilbage, og finder Slade fuldt iført sin militæruniform, og i gang med at gøre klar til sit selvmord, med en pistol, som Simms havde fået ham til at love at fjerne kuglerne fra tidligere. Til dette siger Slade at "jeg løj". Simms stopper Slade, og forsøge at tage pistolen fra ham, men Slade formår nemt at overrumple Simms, og truer med at skyde Simms før han skyder sig selv. De begynder et heftigt skænderi, hvor de begge forsøger at få fat i pistolen. Simms formår til sidst at tale Slade til ro.
De tager tilbage til New England. På skolen bliver Simms og Willis udsat en formel undersøgelse foran de andre studerende og disciplinærudvalgt. Rektoren Trask åbner sagen, men Slade kommer uventet tilbage til skolen, og slutter sig til Simms i auditoriet for at støtte ham. Til sit forsvar får Willis hjælp af sin rige far, og afslører navnene på de andre studerende, det udførte spøgen. Da han bliver presset for flere oplysninger sender Willis byrden videre til Simms. Selvom han er i tvivl om, hvad han skal gøre, ender han med ikke at give nogle oplysninger, hvorefter Trask anbefaler at Simms bliver smidt ud af skolen.
Slade kan ikke længere tie stille, og begynder på en lang passioneret tale, der forsvarer Simms, og sætter spørgsmålstegn ved integriteten af et system, der belønner klassekamerater, der sladrer. Han fortæller dem at Simms har vist integritet i sine handlinger, og insisterer på, at komiteen ikke smider ham ud, da dette er, hvad store ledere er gjort af. Han lover, at dette vil gøre dem stolte i fremtiden. Disciplinærkomiteen beslutter at give eleverne, der blev udpeget af Willis, en prøvetid, men giver ingen anerkendelse til Willis for sit vidnesbyrd. De undskylder Simms for enhver straf, og lader ham slippe for yderligere tiltale og inddragelse i undersøgelser, hvilket får de øvrige elever til at give ham en stor applaus.
Da Simms eskorterer Slade tilbage til hans limousine, nærmere statskundskabslæreren Christine Downes sig. Hun var en del af disciplinærkomiteen, og hun roser Slade for hans tale. Efter at Simms ser kemi imellem dem, fortæller han, at Slade tjente præsident Lyndon Johnson.
Simms kører Slade hjem. Løjtnanten går ind mod sit hus, hvor han hilser på sin nieces børn, og Simms ser på det fra limousinen.

## Medvirkende
- Al Pacino som oberstløjtnant Frank Slade
- Chris O'Donnell som Charlie Simms
- James Rebhorn som Mr. Trask
- Gabrielle Anwar som Donna
- Philip Seymour Hoffman som George Willis, Jr.
- Gene Canfield som Manny
- Richard Venture som William "W.R." Slade
- Bradley Whitford som Randy Slade
- June Squibb som Mrs. Hunsaker
- Frances Conroy som Christine Downes
- Rochelle Oliver som Gretchen Slade
- Tom Riis Farrell som Garry Slade
- Nicholas Sadler som Harry Havemeyer
- Todd Louiso som Trent Potter
- Matt Smith som Jimmy Jameson
- Ron Eldard som Officer Gore
- Margaret Eginton som Gail
- Sally Murphy som Karen Rossi
- Michael Feldman som Donny Rossi
- Julian and Max Stein som Willie Rossi
- Leonard Gaines som Freddie Bisco

## Produktion
En duft af kvinde blev filment på følgende lokationer:
- Brooklyn, New York City, New York, USA
- Dumbo, Brooklyn, New York City, New York, USA
- Emma Willard School, 285 Pawling Avenue, Troy, New York, USA
- Hempstead House, Sands Point Preserve, 95 Middleneck Road, Port Washington, Long Island, New York, USA (skole)
- Kaufman Astoria Studios, 3412 36th Street, Astoria, Queens, New York City, New York, USA (studio)
- Long Island, New York, USA
- Manhattan, New York City, New York, USA
- Newark Liberty International Airport, Newark, New Jersey, USA
- New York City, New York, USA
- Pierre Hotel, Fifth Avenue & 61st Street, Manhattan, New York City, New York, USA (balsal hvor Frank og Donna danser tango)
- Port Washington, Long Island, New York, USA
- Prince's Bay, Staten Island, New York City, New York, USA
- Princeton, New Jersey, USA
- Queens, New York City, New York, USA
- Rockefeller College—Upper Madison Hall, Princeton University, Princeton, New Jersey, USA
- Staten Island, New York City, New York, USA
- The Oak Room, The Plaza Hotel, 5th Avenue, Manhattan, New York City, New York, USA (hvor Frank og Charlie spiser middag)
- Troy, New York, USA
- Waldorf-Astoria Hotel, 301 Park Avenue, Manhattan, New York City, New York, USA

## Modtagelse
En duft af kvinde blev modtaget positivt af anmelderne, hvor særligt Pacino fik rosende ord. Filmen har en rating på 88% positive tilkendegivelser på filmhjemmesiden Rotten Tomatoes, og en Metascore på 59 ud af 100 baseret på 14 anmeldelser.
Pacino modtog en Oscar for bedste mandlige hovedrolle, der var den første i sin karriere efter at have været nomineret til prisen fire gange. Filmen blev nomineret til yderligere tre Oscars for bedste instruktør, bedste film og bedste filmatisering. Ved Golden Globe samme år vandt den priserne for bedste manuskript, bedste skuespiller -drama og bedste film - drama.
Visse kritikere brokkede sig over filmens længde. Varietys Todd McCarthy skrev at den "fortsætter næsten en time for længe". Newsweeks David Ansen skrev at film med "kun to karakterer ikke er en garanti for to en halv times spilletid".
American Film Institutes anerkendelse:
- AFI's 100 Years...100 Movie Quotes:
  - "Hooah!" – Nomineret[10]
- AFI's 100 Years...100 Cheers – Nomineret[11]